# Affaire des cinq espions cubains
L'Affaire des espions cubains concerne cinq officiers de renseignement de Cuba arrêtés pour espionnage aux États-Unis en 1998. Gerardo Hernández, Antonio Guerrero, Ramón Labañino, Fernando González, et René González sont désignés comme les Cuban Five ou les Miami Five dans la presse américaine. 
Les cinq hommes ont été condamnés  pour complot, espionnage, et projets d'assassinat. Les cibles de ces activités d'espionnages étaient, selon le jugement, le Commandement militaire des États-Unis pour la zone sud et quatre groupes d'exilés cubains anti-castristes. 
Le gouvernement cubain nia pendant trois ans que les hommes appartenaient à ses services de renseignement, puis le reconnut finalement, mais en plaidant cependant qu'ils visaient seulement les exilés cubains, et spécifiquement des groupes responsables d'attentats sur l'île. 
Deux des espions ont été libérés en octobre 2011 et en février 2014. Les trois derniers ont été relâchés en décembre 2014 dans le cadre d'un échange de prisonniers contre un espion américain. Cet échange a été annoncé en même temps que le rétablissement des relations diplomatiques entre les pays, voulu par Raúl Castro et Barack Obama.

## Contexte
Entre avril et septembre 1997, une série d'attentats à la bombe se produit dans des hôtels de La Havane. Le 12 juillet 1998, Luis Posada Carriles reconnait dans une interview au New York Times avoir organisé ces attentats pour le compte de la Fondation nationale cubano-américaine, et dit avoir une grande liberté de circulation sur le territoire américain. Les autorités cubaines reçoivent alors des agents du FBI pour leur réclamer l'arrestation des terroristes, et leur fournir les dossiers concernés.

## Arrestation
À la surprise du gouvernement de La Havane, cinq cubains sont arrêtés le 12 septembre 1998 à Miami, accusés d'être des agents de Cuba : René Gonzalez Sehweret, Gerardo Hernandez Nordelo, Ramón Labañino Salazar, Fernando González Llort et Antonio Guerrero Rodríguez. Ils sont mis en examen pour 26 chefs d'accusation, notamment celui de conspiration en vue de commettre des délits et des actes d'espionnage pour le compte de Cuba, et, dans le cas de Gerardo Hernandez, celui d'homicide volontaire. Les autres délits concernent l'utilisation de faux papiers ou la non-déclaration de leur statut d'agents.

## Procès et incarcération
La défense appelle à la barre trois officiers américains de haut rang (Eugène Carroll, Edward Atkeson, James R. Clapper), qui témoignent en faveur des cinq accusés. Selon leur témoignage, rien n'indique que les agents aient cherché à obtenir des informations secrètes, ou qu'ils auraient eu intérêt à le faire. Concernant l'homicide dont est accusé Hernandez, le procureur reconnaît le 25 juin 2001 que prouver sa culpabilité représente un « obstacle insurmontable » pour les États-Unis. Malgré cela, en décembre 2001, les douze membres du jury reconnaissent les accusés coupables de tous les faits dont ils étaient accusés. Hernandez, Labañino et Guerrero sont condamnés à la prison à perpétuité, Fernando González à 19 ans de réclusion, et René González à 15 ans.
Selon le gouvernement cubain, la véritable mission des cinq agents était d'infiltrer les organisations terroristes basées à Miami, afin de prévenir des attentats contre Cuba. Pour le gouvernement, il s'agit donc d'un procès politique, visant à protéger les terroristes anti-castristes réfugiés à Miami.
La défense a dénoncé de nombreuses violations des lois et de la Constitution américaine, tant dans le traitement des accusés que dans la tenue du procès. Les avocats affirment que les cinq prévenus ont été maintenus 17 mois en isolement avant le procès, alors que la loi limite cette durée à 60 jours maximum. Ils ajoutent que le droit des familles aurait été bafoué, car celles-ci n'étaient pas autorisées à voir les détenus. Des pressions sur les familles auraient eu lieu, selon les avocats. Concernant le procès, la défense dénonce le fait que celui-ci se tienne à Miami, et exige sa délocalisation, refusée par le tribunal. En effet, la loi américaine prévoit le transfert du procès, dans le cas où le lieu est entaché de préjugés contre les prévenus. Or les avocats affirment que de nombreuses pressions ont eu lieu sur le jury, de la part des cubains anti-castristes. Selon El Nuevo Herald, un journal de Miami, certains jurés craignent alors la réaction de l'exil cubain en cas d'acquittement des accusés. Les avocats annoncent donc qu'un jugement impartial est impossible dans cette ville.
En mai 2003, la défense fait donc appel de la condamnation. Deux ans plus tard, en août 2005, la Cour d'appel d'Atlanta annule le procès, et en exige un nouveau. À la suite d'une demande du tribunal de Floride, cette décision est cassée un an plus tard. Les avocats lancent alors une nouvelle phase d'appel.

## Libérations
Nommés « les Cinq héros », leur retour a été une priorité nationale de Cuba durant toutes ces années d'incarcération. Les « Cinq Héros » ont été libérés le 18 décembre 2014.

Mobilisation nationale
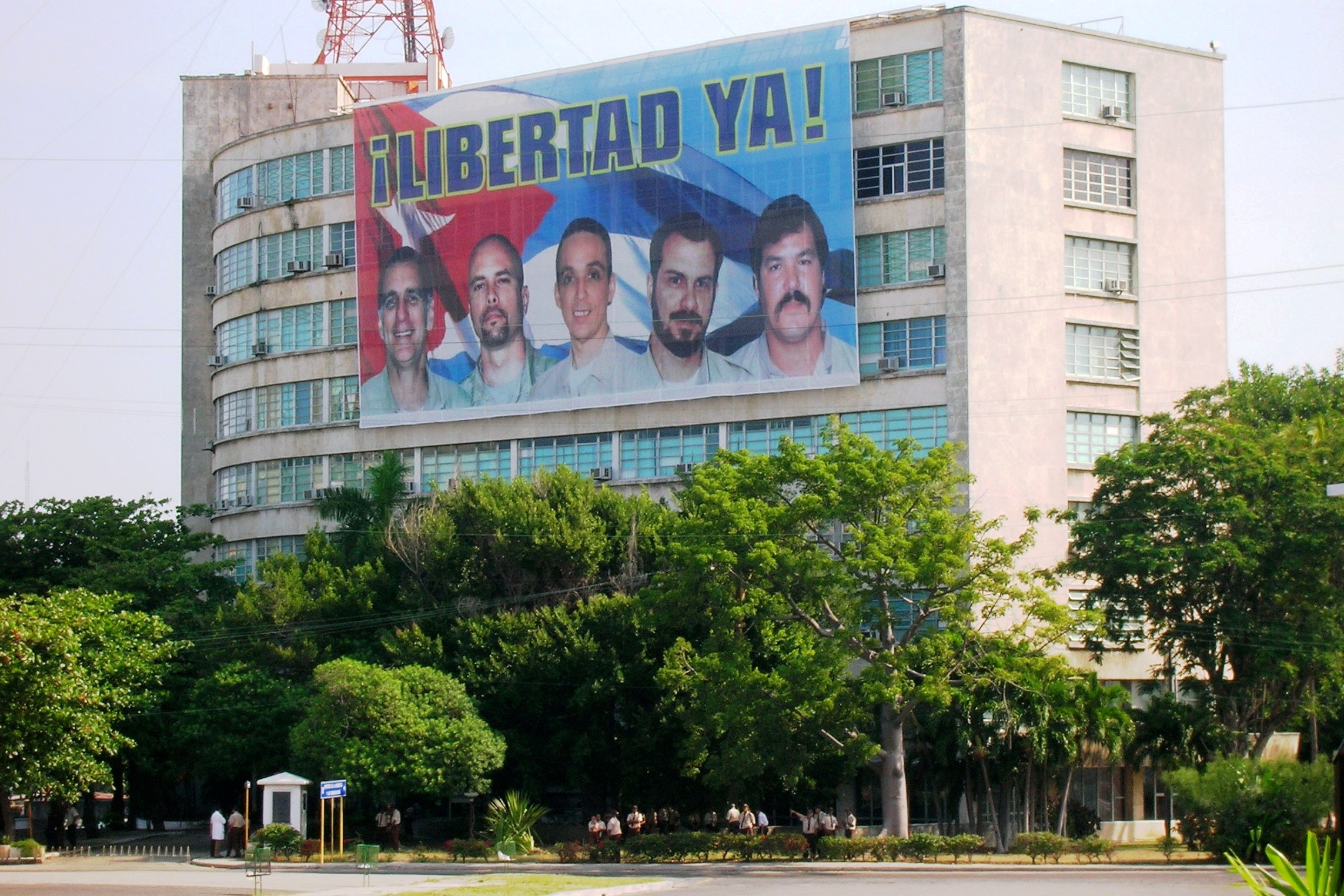
Place de la Révolution à La Havane
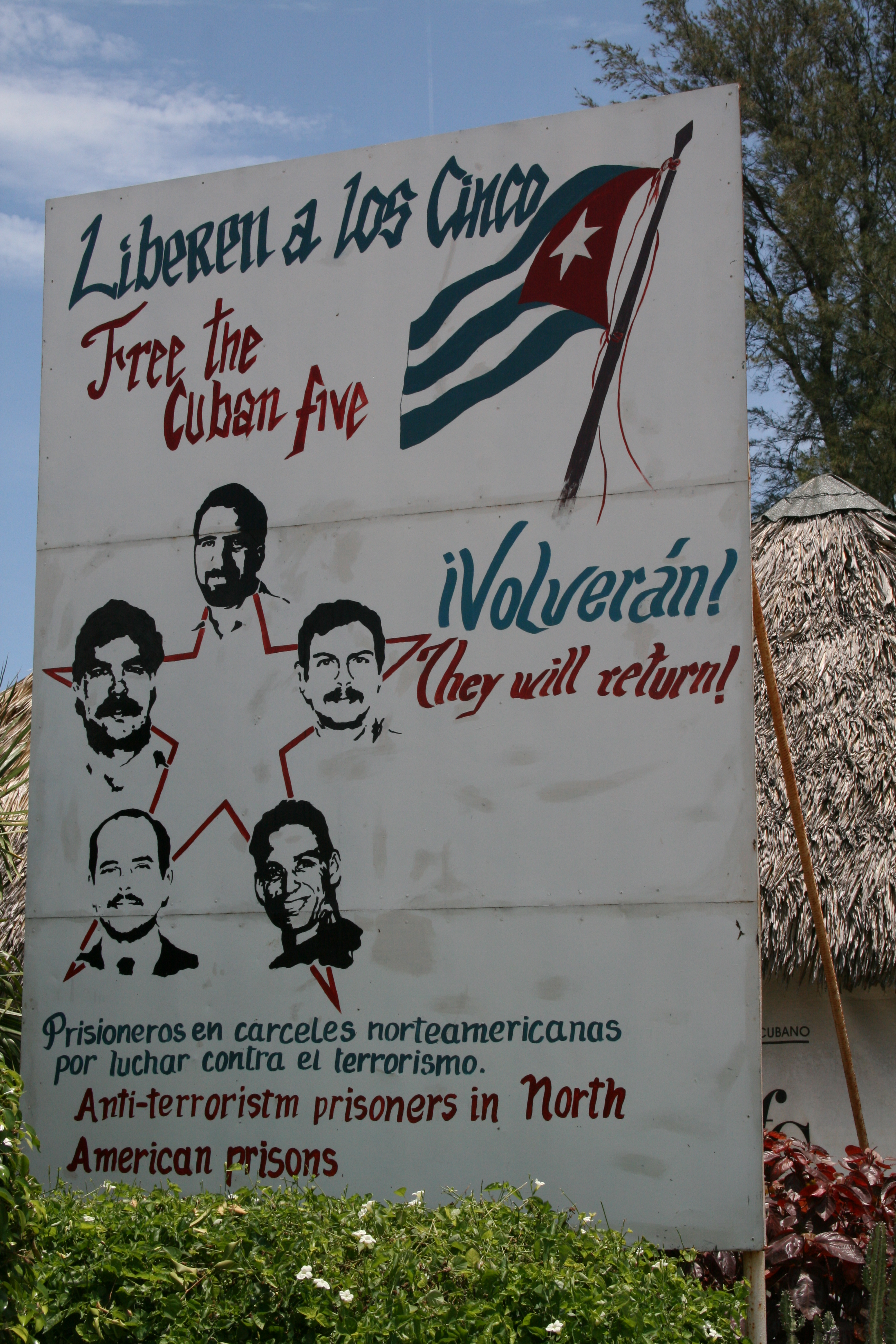
À Varadero
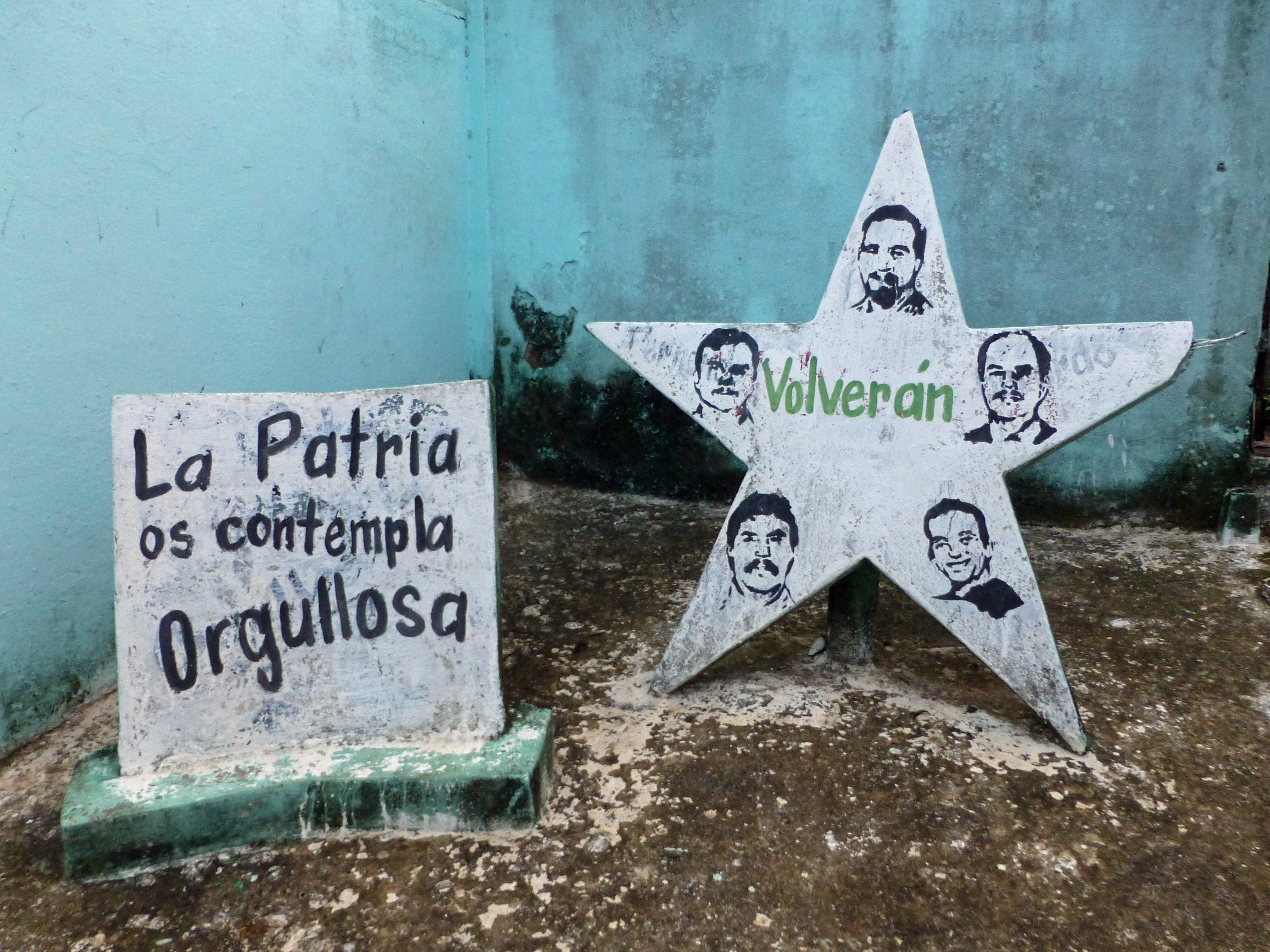
Dans une rue de Viñales

### Filmographie
- Cuban network, film réalisé par Olivier Assayas (2019) raconte l'histoire des 5 espions cubains.